# Gruszka żarowa

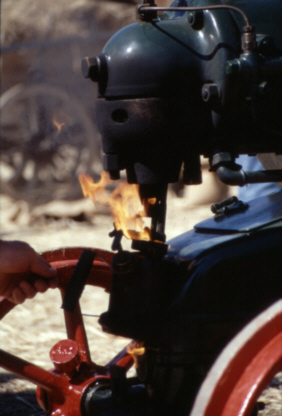
Podgrzewanie lampą lutowniczą gruszki żarowej przed rozruchem

Gruszka żarowa – konstrukcyjna część głowicy silnika spalinowego działającego w niespotykanym dziś (historycznym) układzie silnika średnioprężnego.
Była to celowo niechłodzona część głowicy, której wysoka temperatura umożliwiała zapłon paliwa (zwykle nafty). Przed rozruchem zimnego silnika gruszkę żarową należało wstępnie rozgrzać, do czego używano zazwyczaj lampy lutowniczej.